# Boom, Boom, Boom, Boom!!
«Boom, Boom, Boom, Boom!!» es una canción del grupo neerlandés de eurodance Vengaboys, publicada como sencillo en octubre de 1998 del álbum debut de la banda, Up & Down - The Party Album (1998). Alcanzó el número uno en la lista de sencillos del Reino Unido en junio de 1999 y se situó en los primeros puestos de las listas de Flandes, Países Bajos, Nueva Zelanda, Noruega y Suecia, además de encabezar la lista canadiense RPM Dance 30. En otros países, como Australia, Francia e Italia, se situó entre los diez primeros.
RPM eran las siglas de «Records, Promotion, Music» (discos, promoción, música). El título de la revista varió a lo largo de los años, incluyendo RPM Weekly y RPM Magazine.

## Antecedentes
La canción fue escrita por los productores de Vengaboys Danski y Delmundo, con el primer verso interpolando la canción de ABBA «Lay All Your Love on Me» escrita por Benny Andersson y Björn Ulvaeus. Fue lanzada a la radio en los Estados Unidos en junio de 1999 y relanzada a la radio estadounidense en junio de 2017. En el Reino Unido, Positiva Records lanzó la canción como sencillo de dos CD. 

## Composición
«Boom, Boom, Boom, Boom!!» es una canción eurodance y pop que dura 3 minutos y 22 segundos. Está escrita en la tonalidad de Fa sostenido mayor y mantiene un tempo de 138 pulsaciones por minuto en tiempo común.

## Rendimiento de los gráficos
La canción debutó en el número uno de la lista UK Singles Chart en la semana que terminó el 20 de junio de 1999 y ha vendido más de 620.000 copias en el Reino Unido hasta julio de 2014. 

## Recepción de la crítica
La canción recibió críticas dispares, aunque en general la mayoría fueron positivas. En una encuesta realizada por Tony Blackburn y el minorista de música, fue nombrada la quinta «peor canción de verano de la historia». William Cooper, redactor de AllMusic, escribió que «el enfoque campechano puede ser excesivo, pero el material optimista y melodioso de este lanzamiento es difícil de disgustar».  Andrew Cowen, del Birmingham Post, describió la canción como «tan tonta como el título». Por su parte, Craig Seymour, de The Buffalo News, la definió como una «melodía uptempo» que «seguramente complacerá al instructor de aeróbic que todos llevamos dentro». BuzzFeed incluyó la canción en el número 66 de su lista de «Las 101 mejores canciones de baile de los 90» en 2017. Can't Stop the Pop la describió como «un tour-de-force implacable de Eurodance». Añadieron que «es como una versión ligeramente más pop de 2 Unlimited, con melodías de sintetizador Wurlitzer perfectamente nítidas y vertiginosas y un ritmo machacón que evoca el espíritu -si no la realidad- de las noches de club de mediados de los 90». Un redactor del Daily Record dijo que Vengaboys estaban listos «para su mayor éxito hasta la fecha», y añadió que, al igual que sus anteriores sencillos, era «otro himno de fiesta en toda regla». El redactor también escribió que la canción «tiene más rebote que un castillo hinchable», y añadió: «Empieza a cantarla y no pararás en todo el día. ¿El grupo del año?».
Insider dijo que «este éxito dulce y amapola es un éxito total y es probable que todavía lo recuerdes todos estos años después». Un reportero del Milton Keynes Citizen lo calificó como un «éxito escalofriante de las listas de pop adolescente». La canción apareció en el puesto quince en la lista de The People de las «mejores canciones de 1999». Pop Rescue escribió que «esta canción es muy pegadiza, con sus ritmos contundentes, melodía simple y estribillo fácil de recordar. Incluye muchas grandes voces de baile 'woaahhohohohoh' y muestras de voces robóticas». Katjusa Cisar del estado de Wisconsin Journal lo describió como «una mezcla sublime de melodías pegadizas, bajos resonantes y letras estúpidamente simples, que se remonta a los días en que el dance-pop europeo estaba en su apogeo». 

## Utilización en los medios de comunicación
En noviembre de 1999, «Boom, Boom, Boom, Boom!!» se utilizó en un anuncio de Nissan en Japón para su familiar de 5 puertas Wingroad. En 2001, el minorista británico de muebles DFS utilizó la canción para encabezar una campaña de promoción y sus ventas aumentaron un diez por ciento. Lisa Vaas, de eWeek, informó de que se había utilizado un juego viral de Internet que contenía malware para obtener el control remoto de ordenadores; una vez en control, los atacantes «torturaban» a sus víctimas tocando Boom, Boom, Boom, Boom. En 2012, la cantante estadounidense Rye Rye sampleó la canción en el estribillo de su sencillo «Boom Boom». También se utilizó durante los créditos de las últimas ediciones de Jeux sans frontières en 1999. 

## Actuaciones en directo
El 28 de julio de 2000, los Vengaboys interpretaron la canción dos veces en el Stadium Merdeka de Malasia. 

## Charts

### semanales
| Listas (1998–1999)                            | Mejor posición |
| --------------------------------------------- | -------------- |
| Australia (ARIA)                              | 2              |
| Austria (Ö3 Austria Top 40)                   | 8              |
| Bélgica (Flandes) (Ultratop 50)               | 1              |
| Bélgica (Valonia) (Ultratop 50)               | 25             |
| Dinamarca (IFPI)                              | 4              |
| Europa (Eurochart Hot 100)                    | 3              |
| Finlandia (Suomen virallinen lista)           | 19             |
| Francia (SNEP)                                | 4              |
| Alemania (Offizielle Deutsche Charts)         | 6              |
| Hungría (Mahasz)                              | 4              |
| Islandia (Íslenski Listinn Topp 40)           | 8              |
| Irlanda (IRMA)                                | 7              |
| Italia (Musica e dischi)                      | 2              |
| Países Bajos (Dutch Top 40)                   | 1              |
| Países Bajos (Mega Single Top 100)            | 1              |
| Nueva Zelanda (Recorded Music NZ)             | 1              |
| Noruega (VG-lista)                            | 1              |
| Escocia (Scottish Singles Sales Chart)        | 1              |
| España (Top 100 Canciones)                    | 11             |
| Suecia (Sverigetopplistan)                    | 1              |
| Suiza (Schweizer Hitparade)                   | 13             |
| Reino Unido (UK Singles Chart)                | 1              |
| Estados Unidos Billboard Hot 100              | 84             |
| Estados Unidos Dance Club Play (Billboard)    | 13             |
| Estados Unidos Maxi-Singles Sales (Billboard) | 2              |
| Estados Unidos Rhythmic Top 40 (Billboard)    | 37             |

### Charts de fin de año
| Listas (1998)                  | Posición |
| ------------------------------ | -------- |
| Bélgica (Ultratop 50 Flanders) | 7        |
| Países Bajos (Dutch Top 40)    | 31       |
| Países Bajos (Single Top 100)  | 6        |

| Listas (1999)                                    | Posición |
| ------------------------------------------------ | -------- |
| Australia (ARIA)                                 | 24       |
| Austria (Ö3 Austria Top 40)                      | 35       |
| Bélgica (Ultratop 50 Wallonia)                   | 78       |
| Canadá Canada Dance/Urban (RPM)                  | 12       |
| Unión Europea (Eurochart Hot 100)                | 13       |
| Francia (SNEP)                                   | 16       |
| Alemania (Official German Charts)                | 33       |
| Países Bajos (Dutch Top 40)                      | 35       |
| Países Bajos (Single Top 100)                    | 17       |
| Nueva Zelanda (Recorded Music NZ)                | 16       |
| Rumania (Romanian Top 100)                       | 63       |
| Suecia (Sverigetopplistan)                       | 4        |
| Reino Unido UK Singles (OCC)                     | 15       |
| Reino Unido UK Pop (Music Week)                  | 10       |
| Estados Unidos US Maxi-Singles Sales (Billboard) | 16       |

## Certificaciones
| Región        | Certificación | Unidades vendidas | Ref.   |
| ------------- | ------------- | ----------------- | ------ |
| Australia     | Platino       | 70 000            | [ 63 ] |
| Bélgica       | Platino       | 50 000            | [ 64 ] |
| Dinamarca     | Oro           | 45 000            | [ 65 ] |
| Francia       | Oro           | 250 000           | [ 66 ] |
| Alemania      | Oro           | 250 000           | [ 67 ] |
| Países Bajos  | 2× Platino    | 150 000           | [ 68 ] |
| Nueva Zelanda | Platino       | 10 000            | [ 69 ] |
| Suecia        | 2× Platino    | 60 000            | [ 70 ] |
| Reino Unido   | 2× Platino    | 1 200 000         | [ 71 ] |

## Historial de lanzamientos
| País         | Fecha               | Formato(s)            | Discográfica         | Ref.   |
| ------------ | ------------------- | --------------------- | -------------------- | ------ |
| Países Bajos | Octubre de 1998     | CD                    | Breakin'             | [ 72 ] |
| España       | 13 de enero de 1999 | Vinilo de 12 pulgadas | Blanco y Negro Music | [ 73 ] |
| Reino Unido  | 14 de junio de 1999 | - CD - casete         | Positiva Records     | [ 74 ] |